# Muntele Săcelului, Cluj
Muntele Săcelului (în maghiară Asszonyfalvahavas) este un sat în comuna Băișoara din județul Cluj, Transilvania, România.

## Date geografice
Altitudini între 771 și 1125 m.